# Calcarele tortoniene de la Miheleu
Calcarele tortoniene de la Miheleu alcătuiesc o arie protejată de interes național ce corespunde categoriei a IV-a IUCN (rezervație naturală de tip paleontologic), situată în nord-vestul Transilvaniei, pe teritoriul județului Bihor.

## Localizare
Aria naturală se află în partea sudică a județului Bihor, pe teritoriul administrativ al comunei Lăzăreni, în estul satului Miheleu, aproape de drumul județean DJ768A care leagă localitatea Valea Mare de Codru de DJ768 în apropiere de Cărăndeni.

## Descriere
Rezervația naturală a fost declarată arie protejată prin Legea Nr.5 din 6 martie 2000 (privind aprobarea Planului de amenajare a teritoriului național - Secțiunea a III-a - zone protejate, publicată în Monitorul Oficial al României, Nr.152 din 12 aprilie 2000) și se întinde pe o suprafață de 0,10 hectare. Aceasta reprezintă o zonă naturală în arealul căreia sunt întâlnite formațiuni geologice constituite din blocuri de rocă calcaroasă cu depozite fosilizate alcătuite din resturi de moluște (cu branhii în formă de lamelă - Lamelibranhiate), corali, viermi și agregate minerale (concrețiuni) de alge calcaroase.